# Grupo 2

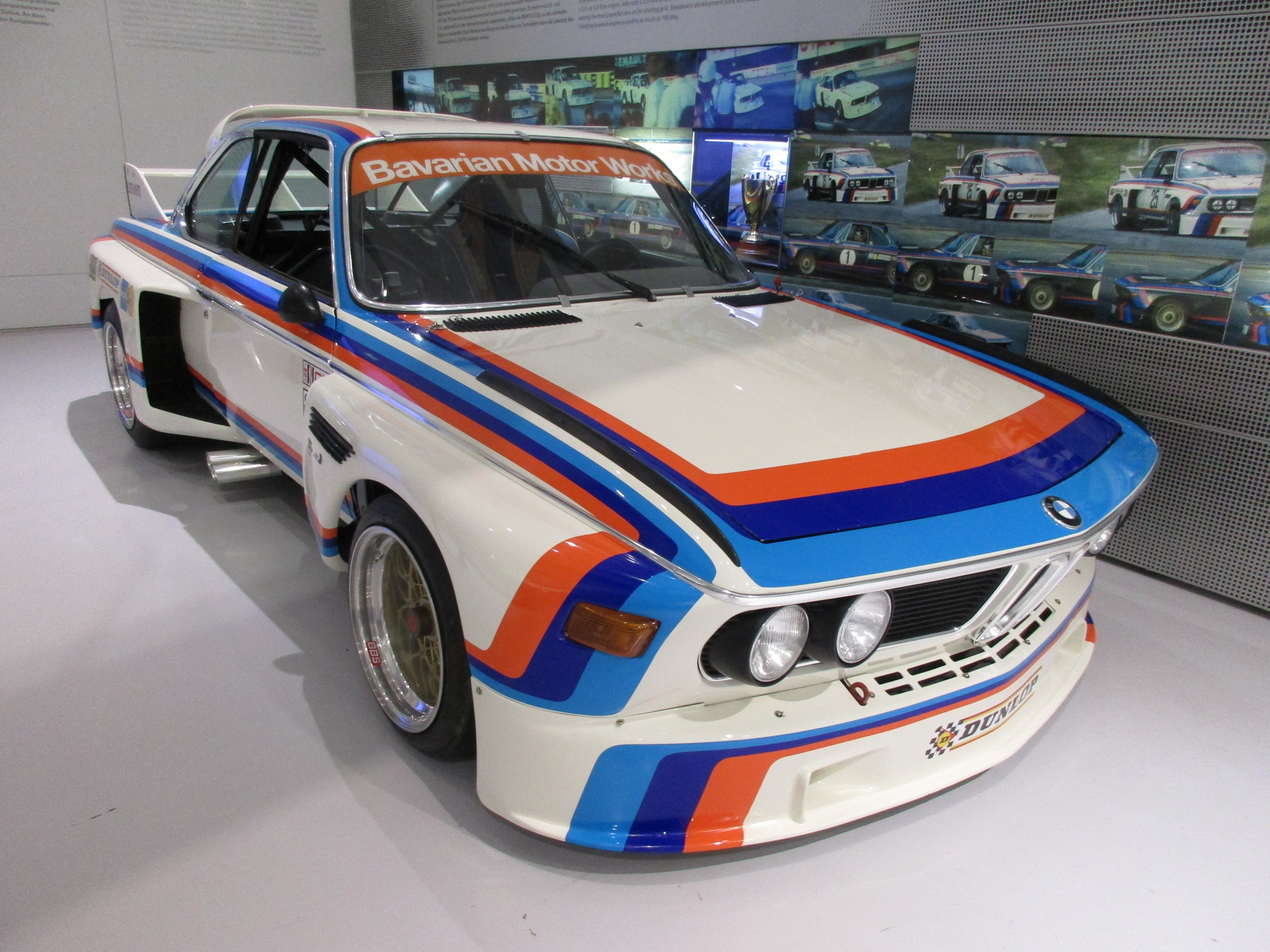
BMW 3.0 CSL (Group 2) in the BMW-Museum

El Grupo 2, (denominado en inglés: Touring Cars) se refería a una serie de regulaciones para automóviles de turismo derivados de producción en serie, para su adaptación en competiciones deportivas, especialmente en rallyes. Equivalía al actual Grupo A. Fue implantado por la FIA, en 1969 y fue sustituido en diciembre de 1982, por los actuales Grupo A.
Para que un constructor homologase un vehículo como Grupo 2, tenía que producir una cantidad mínima de 1000 unidades anuales, del modelo en cuestión. El reglamento permitíca cierto nivel de modificaciones que no se permitían en el Grupo 1.